# 영등포로
영등포로(永登浦路)는 서울특별시 영등포구 신길동 대방역사거리에서 시작하여 서울특별시 양천구 목동 오목교를 잇는 총 길이 4.0 km, 너비 30m의 왕복 6차선 도로이다. 영등포구 중심가를 지나므로 구명에서 유래되었다. 본래 대방역사거리부터 영등포로터리 구간은 노량진로로 칭했으나 도로명 개편으로 이 구간은 영등포로에 편입되었다. 지하철 1호선 신길역, 대방역이 이 도로에 위치해있다.
영등포 지역에서 인천·김포 방향으로 가는 지름길 구실을 하며, 지금도 영등포와 강서 지역을 연결해 주는 주요 도로로 이용되고 있다.

## 노선
- 대방역사거리 - 신길삼거리 - 신길역 - 영등포로터리 - 영등포시장 - 영등포청과시장사거리 - 영등포유통상가사거리 - 양남사거리 - 영등포종합기계상가 - 관악고등학교 - 오목교교차로 - 오목교

## 연결 도로
기점인 대방역에서 노량진로와 직결되고 여의대방로와 교차하며, 종점인 오목교에서 오목로와 직결되고 서부간선도로와 교차한다.
이외에도 도신로, 경인로, 신길로, 버드나루로, 영중로, 영신로, 당산로, 선유로 등의 도로들과 교차한다.

## 주요 건물 및 시설
- 신길역 (서울특별시 영등포구 영등포로 327)
- 관악고등학교 (서울특별시 영등포구 영등포로6길 26)
- 서울대윤병원 (서울특별시 영등포구 영등포로 358)
- 영등포전통시장 (서울특별시 영등포구 영등포로 233)
- 영등포중앙시장 (서울특별시 영등포구 영등포로 225)
- 영등포유통상가 (서울특별시 영등포구 영등포로 109)
- 영등포종합기계상가 (서울특별시 영등포구 영등포로 39)
- 타임스퀘어

## 같이 보기
- 경인로
- 신길로
- 노량진로
- 영중로
- 오목로